# Първи преходен период на Древен Египет
Първият преходен период на Древен Египет (2170 – 2040 пр.н.е.) е съвременен термин, който се използва, за да се обозначат годините, които разделят Старото от Средното царство.
По онова време нахлуват т.нар. хетски племена. Първият преходен период обхваща времето от VII до X династия. Някои учени включват и началните фараони на 11-а династия.
Според Манетон през 7-ата династия са управлявали 70 владетеля за по 70 дни. Съществуването на тази династия е спорно.
Разполагаме със списък на 9 фараони, за които се смята, че са царували през тези няколко години: Неферкара (Младши), Неферкара Неби, Джедкара Шеман, Неферкара Хенду, Мериенхор Неферкамин, Никара, Неферкара Тереру, Неферкахор. Характерно за този период е политическо разпокъсване и вътрешни размирици.
| Портал | Портал „Африка“ съдържа още много статии, свързани с Африка. Можете да се включите към Уикипроект „Африка“. |